# Machimus aridus
Machimus aridus là một loài ruồi trong họ Asilidae. Machimus aridus được Lehr miêu tả năm 1999. Loài này phân bố ở vùng Cổ Bắc giới.